# Mesoleius mixticolor
Mesoleius mixticolor là một loài tò vò trong họ Ichneumonidae.